# Liste der Bischöfe von Kotor
Die folgenden Personen waren Bischöfe von Kotor (Montenegro):
- Grimaldo (1090)
- Raimondo da Viterbo OFM (seit 2024) (? – 1425)
- Secondo (1425 – ?)
- Martino Contarini (? – 1454) (auch Bischof von Treviso)
- Bernardo (? – 1457)
- Angelo Fasolo (1475 – 1477)
- Marco (1459)
- Pietro Bruto (?)
- Giovanni Chericato (1493 – 1512)
- Trifone Bisanti (1513 – 1532)
- Luca Bisanti (1563 – 1565)
- Paolo Bisanti (1565 – 1575)
- Francesco, OFM (1578 – ?)
- Girolamo Bucchia (158 – 1602)
- Angelo Baroni, OP (1604 – 1611) (auch Bischof von Chioggia)
- Girolamo Rusca, OP (1611 – 1620)
- Giuseppe Pamphili (1620 – 1622)
- Vincenzo Buschio (? – 1655)
- Ivan Antun Zboronac (1656 – 1688)
- Marino Drago (1688 – 1708) (auch Bischof von Korčula)
- Francesco Parčić OP (1709 – 1715)
- Simeone Gritti (1716 – 1818) (auch Bischof von Ferentino)
- Ivan Zanobetti, OP (1718 – 1736)
- Giovanni Antonio Castelli (1744 – ?)
- Stefano dell'Oglio (1762 – ?)
- Giovanni Martino Bernardoni Baccolo (1789 – ?)
- Michele Spalatin (1794 – 1796) (auch Bischof von Šibenik)
- Marc'Antonio Gregorina (1800 – 1815)
- Stefano Pavlović-Lučić (1828 – 1853)
- Vincenco Zubranić (1854 – 1856) (auch Bischof von Dubrovnik)
- Marco Calogerà (1856 – 1866) (auch Bischof von Split-Makarska)
- Juraj Markić (1868 – 1879)
- Casimiro Forlani (1879 – 1887)
- Trifon Radoničić (1888 – 1895)
- Francesco Uccellini (1895 – 1937)
- Pavao Butorac (1938 – 1950) (auch Bischof von Dubrovnik)
- Marko Perić (1981 – 1983)
- Ivo Gugić (1983 – 1996)
- Ilija Janjić (1996 – 2019)
- Ivan Štironja (2020 – 2023)
- Mladen Vukšić OFM (seit 2024)